# Joëlle Bergeron
Joëlle Bergeron (ur. 28 czerwca 1949 w Charlieu) – francuska polityk i samorządowiec, posłanka do Parlamentu Europejskiego VIII kadencji.

## Życiorys
Pracowała zawodowo przy licytacjach komorniczych. Zaangażowała się w działalność Frontu Narodowego, z jego ramienia weszła w skład rady miejskiej w Lorient. W 2014 uzyskała mandat deputowanej do PE VIII kadencji. Kandydowała z drugiej pozycji zamkniętej i ułożonej zgodnie z obowiązującym parytetem (naprzemiennie kandydaci obojga płci) listy wyborczej FN w okręgu zachodnim. Bezpośrednio po wyborach zapowiedziała rezygnację z mandatu, co motywowała naciskami ze strony władz partii i samej Marine Le Pen, którym zależało, by do PE został wybrany startujący z numerem trzecim Gilles Pennelle. Po niespełna dwóch tygodniach zmieniła decyzję, deklarując podjęcie działalności w Europarlamencie. Zrezygnowała z członkostwa we Froncie Narodowym, dołączając do frakcji parlamentarnej Europy Wolności i Demokracji. W 2019 przystąpiła do Partii Chrześcijańsko-Demokratycznej.